# جنگ استقلال پرو
جنگ استقلال پرو (انگلیسی: Peruvian War of Independence) از مجموعه درگیری‌های نظامی در پرو در سال ۱۸۱۱ است که با نبرد گواکی و شکست قطعی ارتش اسپانیا در سال ۱۸۲۴ در جنگ آیاکوچو خاتمه یافت. این جنگ‌های استقلال طلبانه با پیشینه قیام توپاک آمارو رهبر سرخپوست‌ها در سال‌های ۱۷۸۰ تا ۸۱ شروع شد. به دلیل این جنگ، نایب السلطنه پرو همواره توسط «الیگارشی لیما» حمایت می‌شد. این الیگارشی همیشه با جنبش‌های مردمی تهدید می‌شد و مورد مخالفت یک طبقه جدید اقتصادی در بوئنوس آیرس قرار داشت. در دهه اول سال ۱۸۰۰ پرو پایگاه سلطنت طلب‌هایی بود که برای استقلال پرو و شیلی می‌جنگیدند. در میان مهم‌ترین رویدادهای این جنگ می‌توان به اعلامیه استقلال پرو توسط خوزه د سن مارتین در ۲۸ ژوئیه سال ۱۸۲۱ اشاره کرد.

## پیشینه
در طول جنگ شبه جزیره (۱۸۱۴–۱۸۰۷) قدرت مرکزی در امپراتوری اسپانیا تحلیل رفت و در بسیاری از مناطق آزادشده توسط ناپلئون خودمختاری اعلام شد. خوزه فرناندو دی آباسکال یوسا نایب السلطنه پرو، بعنوان یک افسر نظامی اسپانیایی، در سال‌های جنگ استقلال آمریکا در سازماندهی ارتش برای سرکوب قیام‌ها در مرکز پرو و دفاع از منطقه مستعمره در این کشور نقش فعال داشت. او پس از پیروزی‌هایی که در این زمینه داشت مرکز پرو را به حاکمیت سرزمین‌های تحت استعمار ضمیمه کرد. این اقدام او به تجار لیما کمک کرد تا از معادن نقره این منطقه بهره‌برداری کنند. به دلیل این اقدام، مردم پرو وفاداریشان را به مجلس مؤسسان بعنوان نماینده امپراتوری اسپانیا حفظ کردند ولی پس از قیام خوزه د سان مارتین (۱۸۲۰–۱۸۲۳) و سیمون بولیوار (۱۸۲۳–۱۸۲۵) به ارتش میهن پرستان پیوستند.
در قرن هجدهم، چندین قیام بومی علیه استعمار اسپانیا و رفتار مقامات استعماری وجود داشت. اقدامات اصلاحاتی بوربن‌ها موجب افزایش نگرانی شد و این مخالفت در شورش توپاک آمارو دوم که سرکوب شده بود، در حال وقوع بود.
استقلال پرو، فصل مهمی در جنگ‌های استقلال طلبانه در آمریکای جنوبی بود. نبرد ساکر در مرکز پرو در آوریل ۱۸۲۵ به پایان رسید و در نوامبر همان سال، مکزیک تسلیم شد.
در ژانویه سال ۱۸۲۶ قلعه‌های نظامی اسپانیا در مناطق کالااو و چیله او در آمریکای جنوبی تصرف شد. اسپانیا تمام مستعمره‌های قاره آمریکای خود را از دست داد و ده سال بعد در سال ۱۸۳۶ آنها را ترک کرد و امپراتوری گسترده اش را از دست داد.

## شروع جنگ
در ۹ اکتبر ۱۸۲۰، قیام یکان احتیاط منطقه کوسکو آغاز شد. این قیام به اعلام استقلال شهر گوایاکویل منتهی شد. پس از آن در ۲۱ اکتبر ژنرال خوزه د سان مارتین پرچم جمهوری پرو را مشخص کرد.
درگیری‌های اصلی در مرکز پرو، که از ژوئیه ۱۸۲۰ تا ۸ ژانویه ۱۸۲۱ توسط ژنرال خوان آنتونیو آلوارز د آرنالس رهبری می‌شود، آغاز شد. در این جنگ، ژنرال آرینالس استقلال شهرهای آیا کوچو و هوامانگا را اعلام کرد. این پیروزی‌ها به دنبال جنگ سرودو پاسکو بدست آمد. در این جنگ ژنرال آرینالز یک گروه سلطنت طلب را که توسط ویکوئه پزوئلا فرستاده شده بود شکست داد. بقیه نیروهای آزادیخواه تحت فرمان دریادار کاکرانای در نهم مارس ۱۸۲۰، ناوگان سلطنتی اسپمرالدا را شکست دادند. علاوه بر این، در ۲ دسامبر ۱۸۲۰، گردان سلطنتی «بتالون والیتیگروس د لا گوردیا» به میهن پرستان پیوست. در ۸ ژانویه ۱۸۲۱، ستون مسلح ژنرال آلوارز د آرینالز به سایر نیروهای اعزامی به ساحل پیوست. ژنرال خوزه دلا سرنا در ۲۹ ژانویه سال ۱۸۲۱، مجدداً پزوئلا را شکست داد.

## پایان دوران استعمار
پس از اعلام استقلال، دولت پرو در برابر مقاومت سلطنت طلب‌ها و بی‌ثباتی مقاومت کرد. در حالی که ساحل و شمال پرو در کنترل جمهوری بود، بقیه کشور تحت کنترل استعمار اسپانیا بود. شهر کوسکو پایتخت حکومت نایب السلطنه استعمار اسپانیا بود. یک تهاجم دیگر ژنرال سانتا کروز علیه سلطنت طلب‌ها شکست خورد. پایان جنگ تنها با مداخله نظامی کلمبیای بزرگ امکان‌پذیر بود. در سال ۱۸۲۳ کنگره پس از خروج سان مارتین از پرو و شکست‌های مداوم نظامی خوزه دلا ریا آگرو، کنگره تصمیم گرفت از سیمون بولیوار درخواست کمک کند. بولیوار در دهم دسامبر ۱۸۲۳ وارد پرو شد تا این کشور را آزاد کند.

## استقلال پرو
در سال ۱۸۲۴ در منطقه آلتو (بولیوی کنونی) قیام شد. این قیام توانست راه را بسوی نبردهای «خنین» و «آیاکوچو» باز کند. ارتش پرو با فرماندهی سیمون بولیوار در نبرد خنین پیروز شد. نبرد «آیاکوچو» با فرماندهی آنتونیو خوزه دسوکره نیز پیروز شد. این نبردها تا زمانی که آخرین مواضع سلطنت طلب‌های اسپانیا در قلعه رآل فیلیپ در سال ۱۸۲۶ سقوط کرد هنوز ادامه داشت.

## بعد از استقلال
بعد از استقلال وابستگی سیاسی پرو به اسپانیا قطع شد، اما این کشور هنوز به لحاظ اقتصادی به اروپا وابسته بود. با وجود جدایی از اسپانیا، غارت زمین‌های مردم بومی در این دوره جمهوری جدید تشدید شد. تا قرن بیستم با بومی‌ها بد رفتاری می‌شد ولی در شروع برپایی جمهوری پرو، به بومی‌های این کشور حق شهروندی داده شد.